# Chiarimenti
Chiarimenti è una raccolta di poesie di Umberto Fiori, pubblicata nel 1995 dalla casa editrice Marcos y Marcos.

## L'opera
Il libro, in cui Fiori esplora i temi della comunicazione, il silenzio, la solitudine, l’amore e la morte, è suddiviso in tre sezioni:
- La parola
- Il silenzio
- La voce umana

In merito al primo tema, l'autore si addentra nella complessità della parola, esaminando il suo potere e la sua essenza. Affronta il modo in cui le parole possono essere impiegate per creare e distruggere, per comunicare verità e menzogne.
Nella poesia Le parole l’autore esprime la sua frustrazione in merito a un dibattito in cui le parole vengono usate come armi. Tuttavia, riconosce la speranza che le persone ripongono nelle parole, ovvero la capacità di portare chiarezza e verità. Vi è l'immagine dei bambini che litigano, la quale diventa un esempio di questo desiderio di chiarezza assoluta: le parole, con il loro potere, sembrano dare sostanza a tutto ciò che sia enunciato con sufficiente sicurezza . La poesia ci lascia con una visione complessa del linguaggio: potente ma limitato, frustrante ma bello.
La sezione successiva è dedicata al silenzio, interpretato come un sentiero per l'introspezione e la ricerca della serenità interiore. Il suo valore risiede nella possibilità che offre di ascoltare il proprio mondo interiore e ottenere una quiete spirituale. Lo testimonia la poesia Il viaggio, una composizione introspettiva che esplora il tema della ricerca di sé. Il poeta intraprende un viaggio mentale attraverso i suoi ricordi, cercando di dare un senso alla sua vita. Il silenzio gli consente di accedere alla propria interiorità e favorisce la sua ricerca di verità. La luce e la speranza simboleggiano la possibilità di trovare la pace e la felicità dentro di sé.
Infine, l'autore celebra la voce umana come strumento di espressione autentica e connessione con gli altri. Qui la voce diventa un veicolo per manifestare l'individualità e instaurare legami significativi con il prossimo.
Nella poesia Dati di fatto la voce è rappresentata come un mezzo capace di comunicarci ciò che il soggetto vuole dirci: un esempio è la voce che si fa rauca nel momento in cui si desidera che l’interlocutore smetta di parlare.

## Stile
Umberto Fiori, che è considerato uno dei migliori poeti italiani degli ultimi quarant'anni, pone una grande attenzione al linguaggio e al suono. Le sue poesie sono spesso brevi e coincise. Esse nascondono un profondo significato sebbene siano apparentemente semplici da comprendere, a causa dello stile medio adottato dall'autore.